# Scaphoideus albosignatus
Scaphoideus albosignatus är en insektsart som beskrevs av William Lucas Distant 1918. Scaphoideus albosignatus ingår i släktet Scaphoideus och familjen dvärgstritar. Inga underarter finns listade i Catalogue of Life.